# Soulanges
Soulanges is een plaats in Frankrijk gelegen aan het kanaal langs de Marne. De Marne en het kanaal liggen daar bijna tegen elkaar aan, de Marne aan de andere kant van het kanaal dan Soulanges.

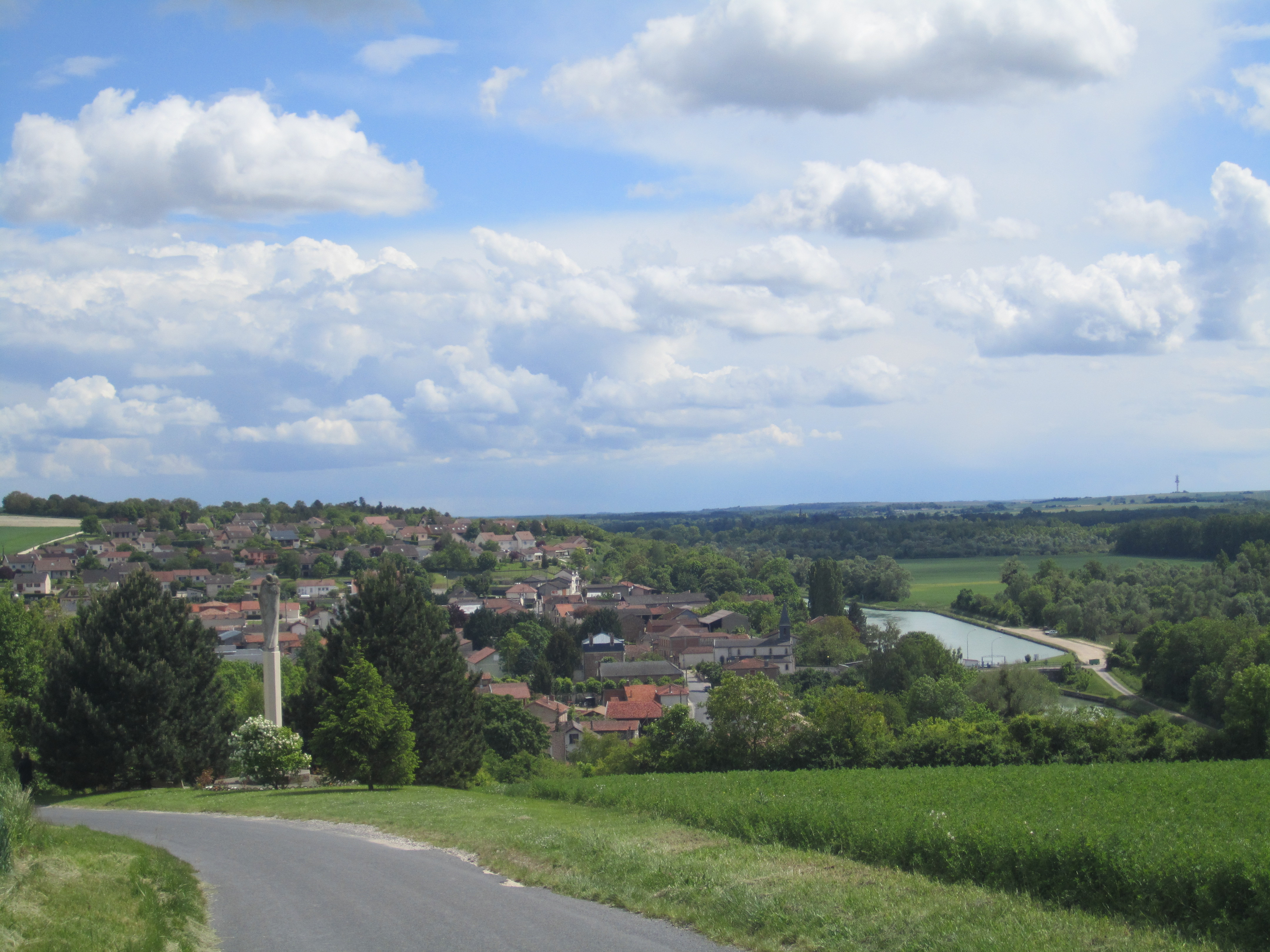
Soulanges met het kanaal langs de Marne

## Geografie
De onderstaande kaart toont de ligging van Soulanges met de belangrijkste infrastructuur en aangrenzende gemeenten.

## Demografie
Onderstaande figuur toont het verloop van het inwonertal, bron: INSEE-tellingen.